# Елисеенков, Олег Николаевич
Олег Николаевич Елисеенков (21 сентября 1958, Спас-Деменск, Калужская область — 26 октября 2024) — белорусский композитор и исполнитель, доцент кафедры искусства эстрады Белорусского государственного университета культуры и искусств. Заслуженный деятель искусств Республики Беларусь (2014).

## Биография
Родился 21 сентября 1958 года в Спас-Деменске (Калужская область) в семье музыканта и учительницы. Отец — Н. Г. Елисеенков — был одним из первых преподавателей Молодечненского музыкального училища, учителем Юрия Антонова.
Жил и учился в Молодечно до 19 лет. В 1973 году окончил Молодечненское государственный музыкальное училище им. М. К. Огинского по специальности «теория музыки».
Михаил Финберг, художественный руководитель Национального фестиваля белорусской песни и поэзии в городе Молодечно, предложил организовать авторский концерт на фестивале белорусской песни и поэзии в 2005 году (перед ним был в 1998 году). 30 песен исполнялись на белорусском языке, стилистически подходили для пения под оркестр, были рассчитаны на любого слушателя.
Сыграл большую роль в становлении молодых исполнителей Валерия Дидюли и Татьяны Путырской.
Умер 26 октября 2024 года в возрасте 66 лет.

## Деятельность
Писал песни и сочинял музыку к фильмам, руководил студией «Гран-при» Государственного концертного оркестра. Его воспитанники Вера Каретникова, Вячеслав Нагорный и группа «Ванильное небо» летом 2005 держалась на верхних строчках хит-парада Первого Национального телеканала «На перекрестках Европы».

## Произведения
Написал музыку к песням:
- Песня, которая звучит после окончания спектакля Виктора Гостюхина «Механический человек»
- «Сто лет» (поэт — Николай Третьяков; входит в репертуар таких певцов, как Пётр Елфимов, впервые исполнялась в 1994 году Валерием Дайнеко)
- Из альбома Андрея Хлестова[6]:
  - «Спасибо тебе» (сл. С. И. Прокоповича)
  - «Ты такая» (сл. Л. С. Тришина)
  - «Невеста» (сл. А. Е. Зотова)
- Репертуар Ирины Дорофеевой:
  - «Ветразь кахання» (сл. Ирины Ходоренко)
- Алеси:
  - «Не потеряй» (сл. Светлана Сологуб)
  - «Птицы» (сл. О. Жукова)
  - «Усмешка» (на белорусском яз.) (сл. А. Е. Зотова)
- Сябры
  - «Добрые людзi» (сл. А. Бадака)[7]

## Награды и премии
- Медаль Франциска Скорины (2009)[8][9].
- Заслуженный деятель искусств Республики Беларусь (2014).
- Премия Союзного государства в области литературы и искусства (2016)[10].